# Ljudska visina
Visina je jedna od dimenzija ljudskog tijela, koja se obično izražava u centimetrima, gdjegdje i u palcima, te odnosi se na duljinu uspravne osobe od stopala do tjemena. Uglavnom je genetski uvjetovana, te raste najviše do 25. godine života, dok u starosti neznatno opada. Najniži ljudi na svijetu su Pigmeji, obično visoki 120-135 cm. Područje s najvišom prosječnom visinom su Dinaridi (uključuje i dio Hrvatske), s prosjekom od 185,6 cm za muškarce te 171 za žene (2005., 17-godišnjaci ([neaktivna poveznica], )), a s najnižom Indonezija, kojoj prosjek za muškarce iznosi 158 cm, a za žene 147 (1997., 50+ ()). Svjetski prosjek iznosi oko 175 cm za muškarce, te oko 163 cm za žene. Potvrđeno najviši čovjek ikad bio je Robert Wadlow (272 cm), a najniži Gul Mohammed (57 cm).

## Zanimljivosti
Pojas dinarskih planina područje je s najvišom prosječnom visinom. Vrlo visoka struktura prosjeka od oko 184 cm pojavljuje se u pojasu koji se proteže od zapadnih i sjevernih općina Crne Gore preko Hercegovine do Dubrovačko-neretvanske, Splitsko-dalmatinske i Šibensko-kninske županije u Hrvatskoj. Žene su prosječno 14 do 15,5 cm niže od muškaraca.
Gradovi s najvišom prosječnom visinom sedamnaestogodišnjaka, prema istraživanju s početka 2019. godine, su Makarska (187,6 cm), Imotski (186,2 cm), Čapljina (185,9 cm), Široki Brijeg (185,4 cm) itd. Prosječna visina na razini Bosne i Hercegovine kao države iznosi samo 175,9 cm za muškarce. Kada je u pitanju sama Hrvatska ili BiH, vrlo su različiti podaci vršnjaka koji dolaze iz unutrašnjosti, bilo da se radi o Lici ili Slavoniji i Međimurju u Hrvatskoj, odnosno Bosni i Posavini u BiH. Prosječna visina u dijelovima hrvatskoga etničkog prostora izvan pojasa dinarskih planina znatno je niža i smanjuje ukupni državni prosjek. U BiH su viši momci iz Federacije Bosne i Hercegovine s prosjekom 181,4 cm, dok Republika Srpska bilježi prosjek od 180,9 cm.
Prosječna visina u Crnoj Gori iznosi 183,36 cm. Crnogorski gradovi koji se ističu prosječnom visinom stanovnika su Kolašin (185,51 cm) i Šavnik (185,51 cm). Najvišu prosječnu visinu žena ima Nikšić (170,86 cm). Preko 18% muškaraca u Crnoj Gori i Nizozemskoj ima preko 190 cm, dok npr. u Francuskoj samo 2%.